# سكوت تايلور (سائق سباق)
سكوت تايلور (بالإنجليزية: Scott Taylor)‏ هو سائق سباق أمريكي، ولد في 15 سبتمبر 1955 في بيلفيدير في الولايات المتحدة.